# Yasser Al Mosailem
Yasser Al Mosailem, (Al-Hasa, 27 de fevereiro de 1984), é um ex-futebolista saudita que atuava como goleiro.

## Títulos
Al-Ahli
- Copa da Arábia Saudita: 2006–07 e 2014–15
- Copa do Golfo: 2008
- Kings Cup: 2011, 2012 e 2016
- Campeonato Saudita: 2015–16
- Saudi Super Cup: 2016